# Coelosphaera globosa
Coelosphaera globosa är en svampdjursart som beskrevs av Patricia R. Bergquist 1961. Coelosphaera globosa ingår i släktet Coelosphaera och familjen Coelosphaeridae. Inga underarter finns listade i Catalogue of Life.